# Maracandus monhoti
Maracandus monhoti – gatunek kosarza z podrzędu Laniatores i rodziny Assamiidae.

## Występowanie
Gatunek został wykazany z Kambodży.